# Hideaki Ueno
Hideaki Ueno (japanisch 上野 秀章 Ueno Hideaki; * 31. Mai 1981 in Hokkaido) ist ein ehemaliger japanischer Fußballspieler.

## Karriere
Ueno erlernte das Fußballspielen in der Schulmannschaft der Muroran Otani High School. Seinen ersten Vertrag unterschrieb er 2000 bei den Kyoto Purple Sanga (heute: Kyoto Sanga FC). Der Verein spielte in der höchsten Liga des Landes, der J1 League. Für den Verein absolvierte er sechs Erstligaspiele. 2004 wurde er an den Erstligisten Sanfrecce Hiroshima ausgeliehen. 2006 kehrte er zu Kyoto Purple Sanga zurück. Für den Verein absolvierte er 16 Ligaspiele. 2009 wechselte er zum Zweitligisten Tokushima Vortis. Für den Verein absolvierte er 65 Ligaspiele. Ende 2011 beendete er seine Karriere als Fußballspieler.

## Erfolge
Kyoto Purple Sanga
- Kaiserpokal

Sieger: 2002